# Karl Rudolf Wirz
Karl Rudolf Wirz-Janin (* 26. März 1885 in Basel; † 27. Dezember 1957 ebenda, heimatberechtigt in Gelterkinden) war ein Schweizer Maler und Zeichner. Sein Werk umfasst hauptsächlich Juralandschaften und Stillleben.

## Leben
Karl Rudolf Wirz war ein Sohn des Adolf und der Maria, geborene Plattner. Wirz absolvierte eine Lehre als Flachmaler und besuchte von 1905 bis 1909 die Allgemeine Gewerbeschule Basel. Anschliessend bildete er sich autodidaktisch zum Kunstmaler weiter. Nachdem er bis 1928 als Flachmaler tätig gewesen war, widmete er sich seiner Kunstlaufbahn und bezog ein Atelier in Basel. In der Folge machte er sich einen Namen als Maler von schweizerischen, elsässischen und badischen Landschaften sowie von Stillleben. Zudem malte er Basler Stadtansichten, Szenerien aus dem Tessin und den jurassischen Freibergen. Zahlreiche seiner Bilder entstanden in und um Zeglingen.
Wirz stellte seine Werke in zahlreichen Gruppen- und Einzelausstellungen aus und hinterliess 400 Werke.
Wirz war seit 1921 verheiratet mit Marguerite Lydia Janin von Basel.